# Moldava nad Bodvou
Moldava nad Bodvou, ungarisch Szepsi (bis 1927 slowakisch „Moldava“; deutsch Moldau an der Bodwa) ist eine Stadt in der Ostslowakei im Okres Košice-okolie.

## Geschichte
Die Stadt wurde im 12. Jahrhundert durch deutsche Siedler gegründet (erste Erwähnung 1255 als villa curriferorum ZEKERES, 1329 erstmalige Erwähnung als Moldava). Durch den Türkeneinfall und die Pest kam die rasche Entwicklung der Stadt aber zum Erliegen.
Bis 1918 gehörte die Stadt zum Königreich Ungarn und war Verwaltungssitz des Bezirks Cserehát im Komitat Abaúj-Torna. Sie kam anschließend durch den Vertrag von Trianon zur neu entstandenen Tschechoslowakei. Durch den Ersten Wiener Schiedsspruch gehörte sie von 1938 bis 1945 kurzzeitig wieder zu Ungarn.
Am Marktplatz befindet sich eine gotische katholische Kirche, welche im 15. Jahrhundert als dreischiffige Anlage errichtet wurde. Eine reformierte Kirche wurde 1773 errichtet. Nach dem Zweiten Weltkrieg kam es in der Stadt zu einer starken Industrialisierung, so gibt es zum Beispiel eine Gießerei, Baustoffherstellung und Holzverarbeitung.

## Bevölkerung
| Jahr:                | 1994. | 2004.   | 2014.    | 2024.   |
| -------------------- | ----- | ------- | -------- | ------- |
| Anzahl der Personen: | 9332  | 9807    | 11.202   | 10.275  |
| Unterschied:         |       | +5,09 % | +14,22 % | -8,27 % |

| Jahr:                | 2023.  | 2024.   |
| -------------------- | ------ | ------- |
| Anzahl der Personen: | 10.254 | 10.275  |
| Unterschied:         |        | +0,20 % |

Die Bevölkerung setzt sich aus 55 % Slowaken, 40 % Ungarn und 5 % Übrigen zusammen. Im Jahre 1991 gab noch die Mehrheit der Bevölkerung ungarisch als ihre Nationalität an.

## Verwaltung
Zur Stadt gehört neben dem Hauptort noch der Ort Budulov (1986 eingemeindet, ungarisch Bodoló).

## Partnerstädte
Tišnov (Tschechien), Brzozów (Polen), Cristuru Secuiesc (Rumänien), Karcag (Ungarn, 1998), Edelény (Ungarn), Siklós (Ungarn), Tarcal (Ungarn), Encs (Ungarn) und der XVIII. Budapester Bezirk (Ungarn).